# Edith Scob
Édith Helena Vladimirovna Scobeltzine conocida como Édith Scob (21 de octubre de 1937-26 de junio de 2019) fue una actriz francesa de cine y teatro. Destacó por su papel de Christiane Génessier en Les yeux sans visage.
En su trayectoria ha trabajado en numerosas películas junto a grandes figuras francesas reconocidas internacionalmente como; Annie Girardot, Lino Ventura, Michel Piccoli, Isabelle Huppert, entre otros.

## Biografía
Scob es nieta de un general del ejército ruso y emigrante ruso blanco. Su padre era arquitecto y su madre periodista. Su hermano mayor, Michel Scob (1935–1995), fue campeón de ciclismo francés y olímpico. A los 14 años, se sometió a tratamiento para la anorexia..Su amor por la literatura inspiró un interés en el teatro.  Estaba estudiando francés en la Sorbona y tomando clases de teatro cuando fue elegida para su primer papel. 
Ella y su esposo, el compositor Georges Aperghis, tienen dos hijos, Alexander (nacido en 1970) y Jerome (nacido en 1972), ambos escritores en la actualidad. 